# Murad Hüseynov
Murad Hüseynov Saidovich (Makhatxkalà, Daguestan, RSFS de Rússia, Unió Soviètica, 25 de gener de 1989) és un futbolista àzeri. Juga de davanter i el seu equip actual és el PFK Sumqayit de la Lliga Premier de l'Azerbaidjan. Ha estat internacional amb la selecció de futbol de l'Azerbaidjan en 3 ocasions, i no ha marcat gols encara. Va debutar l'any 2006. La seva primera convocatòria a la selecció de futbol de l'Azerbaidjan va ser el desembre de 2010 amb Berti Vogts com a tècnic, i després de rebre la ciutadania azerbaidjanesa. El seu debut oficial va ser el 9 de febrer de 2011, en un partit amistós contra la selecció de futbol d'Hongria. El 7 de juny de 2011 marca el seu primer gol per la selecció, en el partit contra Alemanya a les classificatòries per a l'Eurocopa 2012.